# 증산로 (서울)

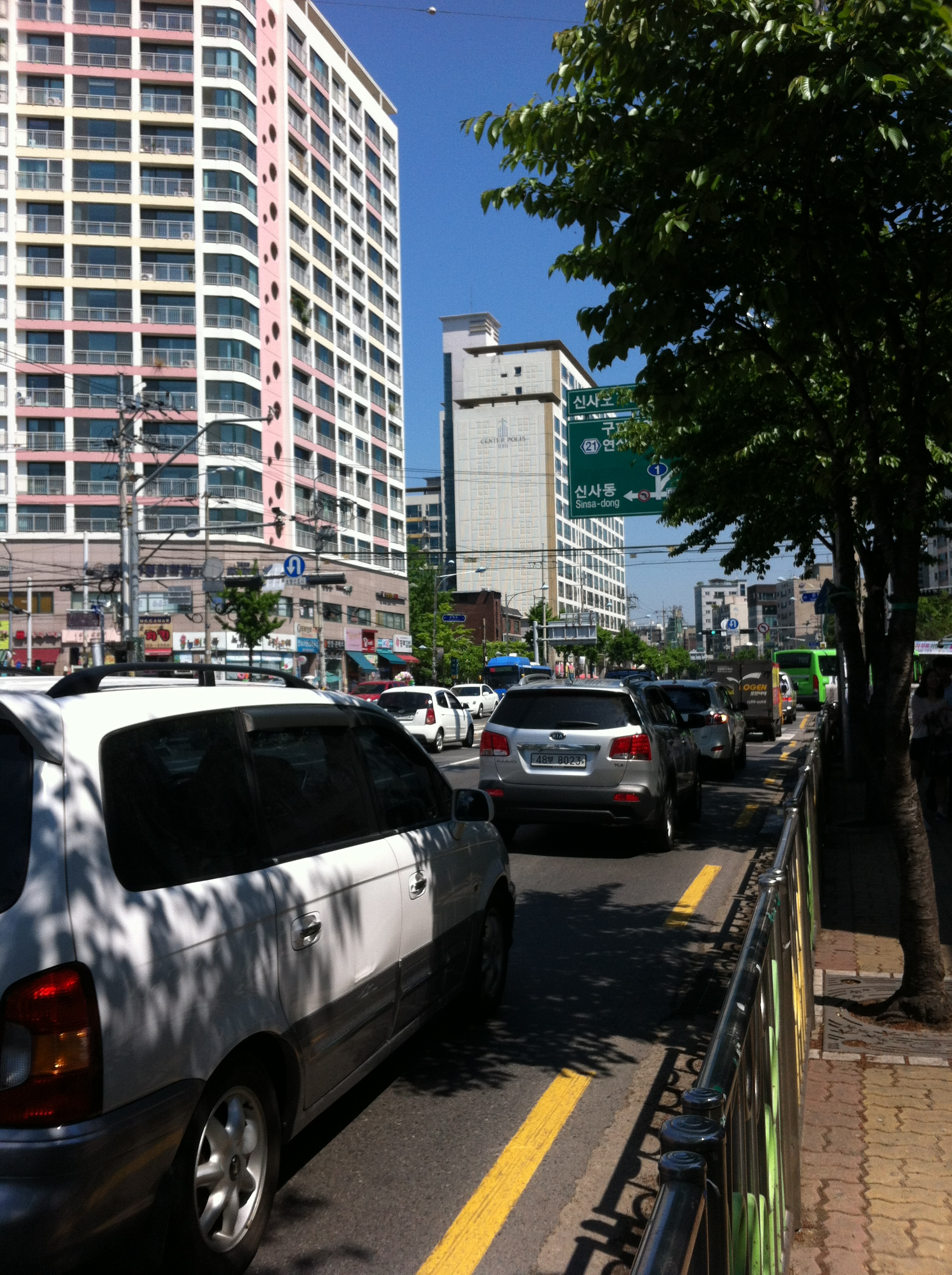
신사오거리

증산로(繒山路)는 서울특별시 마포구 상암동 난지 나들목에서 은평구 신사동 응암역 (신사오거리)을 잇는 왕복 6차선 도로로, 총 길이는 4.9km이다.

## 역사
- 1981년 1월 21일 : 마포구 망원동 망원초등학교 입구 삼거리에서 은평구 진관외동 기자촌사거리를 잇는 도로(연장 8.9 km)를 연신로(延新路)로 제정
- 1984년 11월 7일 : 응암역(신사오거리)을 기준으로 남쪽 구간은 증산로[1], 북쪽 구간은 연서로[2]로 분리
- 1999년 11월 22일 : 상암동 월드컵경기장을 건설하기 위하여, 당시 증산로 구간 중에서 망원초등학교 입구 삼거리에서 상암사거리 구간을 난지 나들목에서 상암사거리로 변경[3][4]
- 2022년 10월 30일: 월드컵지하차도 개통

## 경유지
서울특별시
- 마포구 (상암동 · 망원동 · 상암동) - 은평구 (증산동 · 신사동)

## 노선
- 난지 나들목(월드컵대교북단) - 평화의 공원 - 서울월드컵경기장 - 월드컵터널 - 상암사거리 - 디지털미디어시티역 - 증산역 - 와산교 - 새절역 - 신사초교사거리 - 응암역(신사오거리)

## 연결 도로
시작점인 난지 나들목에서는 강변북로와 만나고, 종점인 응암역 (구 신사오거리)에서는 연서로, 은평로, 진흥로와 연결된다.